# Pir Ahmad Kandi
Pir Ahmad Kandi (perski: پيراحمدكندي) – wieś w Iranie, w ostanie Azerbejdżan Zachodni. W 2006 roku miejscowość liczyła 200 mieszkańców w 38 rodzinach.